# Lamelle moyenne

Paroi végétale avec lamelle moyenne (au sommet)

En histologie végétale, la lamelle moyenne ou lamelle médiane est la partie la plus externe de la paroi végétale. Elle est principalement constituée de pectine et est commune à deux cellules adjacentes.

## Formation
La lamelle moyenne est la première partie de la paroi des cellules végétales à se former, l'imprégnation de lignine dans cette lamelle, et dans un degré moindre dans la paroi primaire et encore moins dans la paroi secondaire se faisant de manière centripète. Elle se forme lors de la télophase d'une mitose par fusion des vésicules provenant de l'appareil de Golgi.

## Structure
La lamelle moyenne est principalement constituée de pectine. Elle est perforée aux endroits où passent les plasmodesmes.

## Fonctions
La lamelle moyenne sert de ciment liant les parois primaires de deux cellules contiguës.